# Black the Fall
Black the Fall è un videogioco a piattaforme-puzzle creato dalla Sand Sailor Studio che parla della vita in un regime totalitario. È stato pubblicato nel luglio 2017 per PlayStation 4, Windows, e Xbox One. Il gioco era stato già distribuito in accesso anticipato per Steam nel 2014.

## Trama
I creatori di Black the Fall avevano come intento quello di ricreare in chiave videoludica il regime totalitaria comunista di Ceausescu in Romania. Il giocatore si ritrova quindi a impersonare un prigioniero di un campo di lavoro in un mondo tra il distopico e il fantascientifico. L'obiettivo finale del gioco è quello di scappare da questo campo di lavoro in cerca della libertà.

## Modalità di gioco
Black the Fall è un platform a scorrimento laterale nel quale il giocatore si troverà a dover risolvere vari enigmi ambientali principalmente di tipo punta a clicca. Il gioco si basa molto sul concetto del trial and error per superare tali enigmi e i vari livelli di gioco.

## Accoglienza
Black the Fall ha avuto una "generale critica positiva".
| Pubblicazione | Voto |
| ------------- | ---- |
| Everyeye.it   | 7    |
| Gamesurf      | 7,5  |